# Moderados

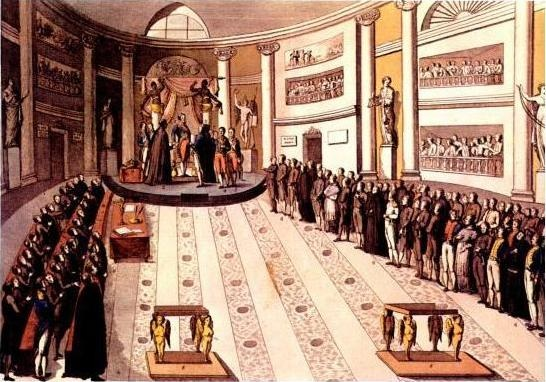
El rey Fernando VII jura ante las Cortes la Constitución de 1812 el 9 de julio de 1820. Previamente había nombrado un Gobierno integrado por liberales moderados.

Moderados era la denominación que recibieron durante el Trienio Liberal (1820-1823) los liberales españoles de tendencia más conservadora, por oposición a los liberales "exaltados" de tendencia más progresista. Como sus miembros más destacados habían participado en las Cortes de Cádiz que aprobaron la Constitución de 1812 también fueron conocidos como «doceañistas». Juan Francisco Fuentes ha señalado que esta división, solo vagamente perceptible al principio, «sería uno de los hechos de mayor trascendencia del Trienio Liberal, de forma que la lucha política que marcó la historia de este período no se comprendería sin el enfrentamiento entre moderados y exaltados, representantes del ala más conservadora y más progresista, respectivamente, del liberalismo español». «Ninguna de estas tendencias llegará a constituirse como un partido político moderno, aunque los prepara», ha señalado Alberto Gil Novales.
Entre los políticos moderados destacaron Agustín de Argüelles, José Canga Argüelles, Diego Muñoz Torrero, Francisco Martínez de la Rosa, el conde de Toreno, José Espiga, Marcial Antonio López Quílez, Nicolás María Garelli, Eugenio de Tapia, Diego Clemencín o José María Moscoso de Altamira.
En el reinado de Isabel II los moderados del Trienio constituyeron el núcleo fundacional del Partido Moderado, opuesto al Partido Progresista, heredero de los exaltados. 

## Historia
El que se comenzó a llamar a partir de la Revolución española de 1820 en la prensa y en las reuniones públicas el partido moderado surgió del liberalismo institucional, del liberalismo oficialista que la opinión general identificaba con el Gobierno, y que era «partidario de administrar con moderación el poder recibido del rey en marzo de 1820». Por el contrario, el partido exaltado se identificaba con el liberalismo de base, de las juntas locales que se formaron en las ciudades durante la revolución, integradas sobre todo por los sectores populares y de clases medias y del propio ejército más radicales, y «cuyas pretensiones de cambio iban más allá, en algunos casos, de lo que representaba el nuevo poder constituido».
En el sector más conservador del partido moderado se integraron los afrancesados, tras ser perdonados, aunque solo a medias (se mantuvieron ciertas restricciones de capacidad jurídica, con lo que quedaron convertidos en ciudadanos de segunda), en septiembre de 1820 —regresaron del exilio unas 12 000 personas—. La propuesta del perdón la había presentado en las Cortes el diputado exaltado José María Moreno de Guerra en julio y al mes siguiente José María de Pando le había escrito desde Lisboa al Secretario del Despacho de Estado Pérez de Castro: «Es ya tiempo de que la Madre España abra los brazos para... abrigar en su seno a aquellos hijos en su momento descarriados». Fue así como el periódico afrancesado El Censor, uno de los principales títulos de la prensa del momento, se convirtió en el órgano de expresión del sector más conservador de los moderados, muy influenciado por el liberalismo doctrinario francés y defensor de la reforma de la Constitución en un sentido restrictivo.

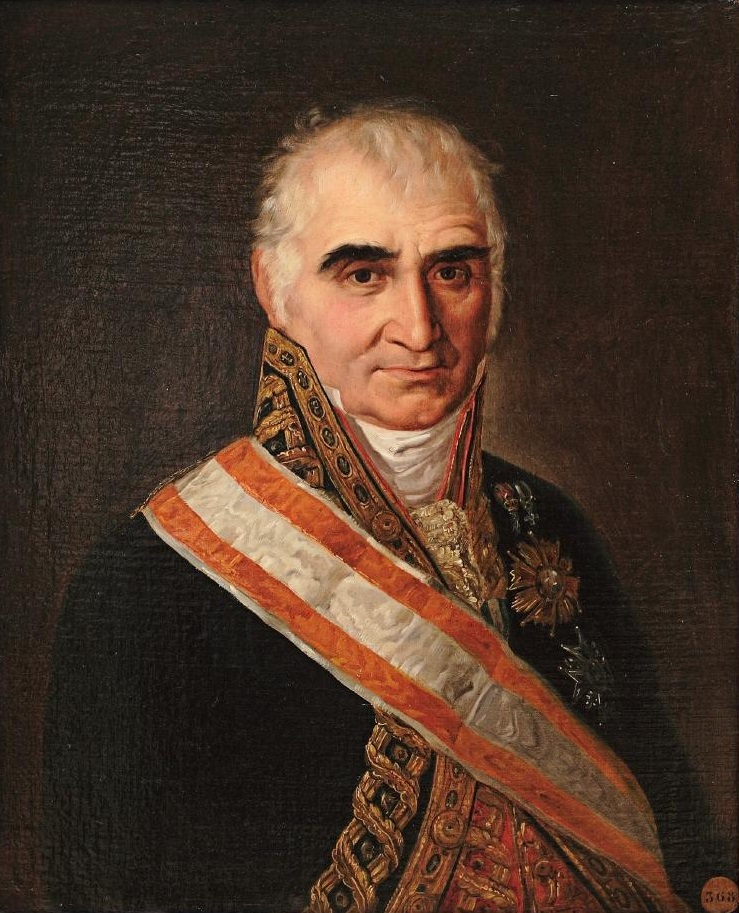
José Canga Argüelles, uno de los líderes de los moderados. Fue Secretario del Despacho de Hacienda en el primer gobierno liberal dominado por esta tendencia.

Los moderados y los exaltados compartían el mismo proyecto político, iniciado por las Cortes de Cádiz, de poner fin a la monarquía absoluta y al Antiguo Régimen y sustituirlos por un nuevo régimen liberal, tanto en lo político como en lo económico. En lo que se diferenciaban era en la «estrategia» a seguir para alcanzar ese objetivo común. Así lo reconoció el moderado José Canga Argüelles en sus memorias: «la diferencia entre los que se llamaban exaltados y moderados en las cortes no estaba en los principios constitutivos del orden establecido, sino en la elección de los medios para sostenerle». Los moderados consideraban que la «revolución» ya estaba terminada y que lo que había que garantizar era el «orden» y la «estabilidad», intentando integrar en él a las viejas clases dominantes, como la nobleza (mediante compromisos con ellas); los exaltados, por el contrario, pensaban que había que seguir desarrollando la «revolución» con medidas que buscaran el apoyo de las clases populares. El liberal moderado conde de Toreno, por ejemplo, defendía que la revolución había «quitado casi todas las trabas que se oponían a la propiedad y a las libertades públicas» y que fuera de esto no había más que «los horrores de la anarquía y el desorden» y la disolución de «todos los vínculos sociales». Según los moderados, «los exaltados eran responsables de la agitación, excesos y desórdenes de los núcleos urbanos, protagonizados por las sociedades patrióticas, en una actitud radical que fomentaba la oposición absolutista y la amenaza de la revolución social».
Sin embargo, también se diferenciaban en cuanto a la propia Constitución de 1812 que los moderados querían reformar en un sentido conservador y que los exaltados defendían mantenerla tal como había sido aprobada por las Cortes de Cádiz. Los moderados, especialmente su sector más conservador constituido por los llamados «anilleros» encabezados por Francisco Martínez de la Rosa, querían introducir el sufragio censitario, es decir, que solo tuvieran derecho al voto los varones que dispusieran de un determinado nivel de renta (en lugar del sufragio universal indirecto en tres grados de la Constitución), y también una segunda cámara, en la que estuviera representada la aristocracia territorial, como contrapeso al Congreso de los Diputados. También querían una menor limitación del poder del rey para de esa forma dar más capacidad de actuación al ejecutivo. Como ha destacado Ignacio Fernández Sarasola, «el bicameralismo llegaría a convertirse en uno de los grandes caballos de batalla entre exaltados y moderados durante el Trienio. Los primeros consideraban que cualquier mención a una Cámara alta era un síntoma de conservadurismo inaceptable, en tanto que los segundos entendían que la Cámara Alta resultaba imprescindible para calmar las acometidas “democráticas” de la Cámara popular». Lo paradójico era que el plan de cámaras, como lo conocieron los exaltados, fuera defendido por políticos liberales que habían participado activamente en las Cortes de Cádiz, que habían elaborado y aprobado la Constitución de 1812 (de ahí que fueran conocidos como «doceañistas»).

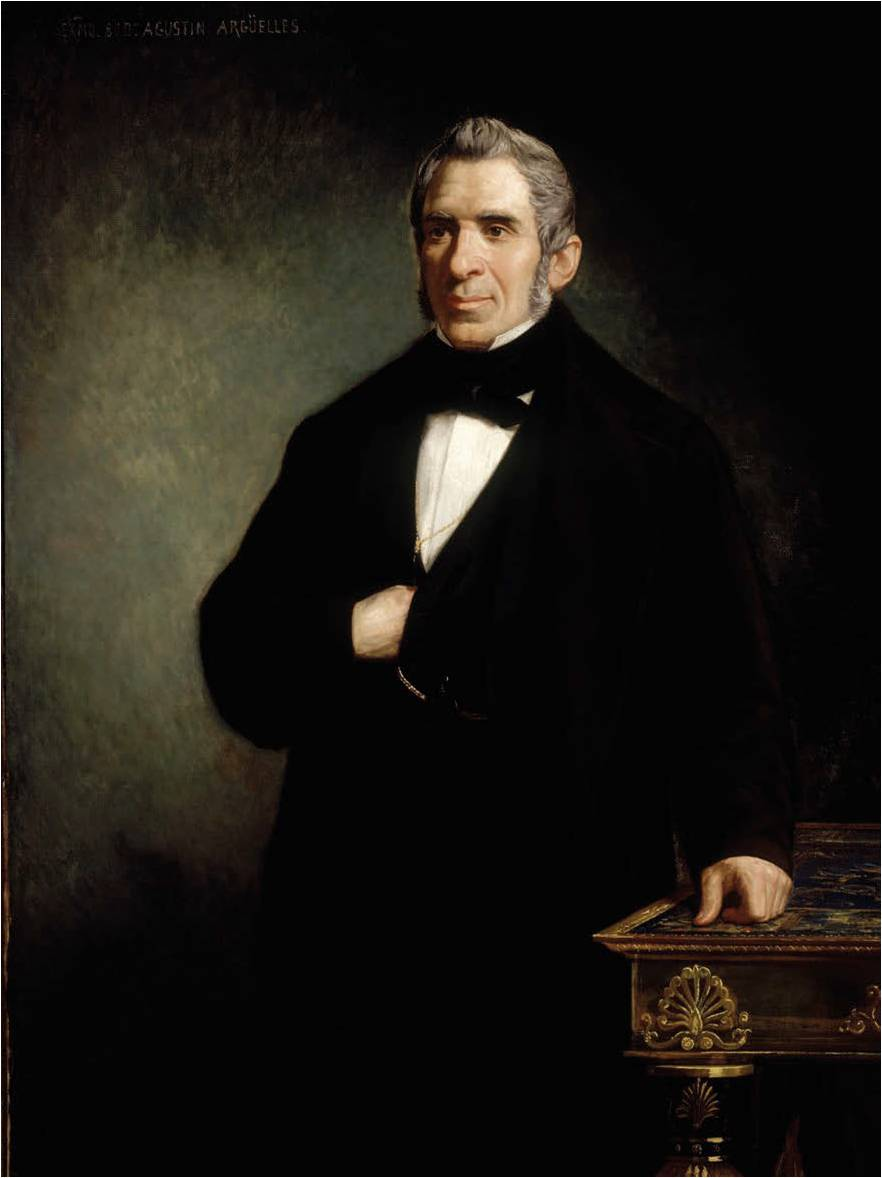
Agustín Argüelles, uno de los líderes de los moderados. Fue Secretario del Despacho de Gobernación de la Península e islas adyacentes en el primer gobierno del Trienio.

Este cambio de posición de los moderados respecto de la Constitución de 1812 contaba con antecedentes entre el exilio liberal en Francia: el llamado «plan Beitia», fechado en 1819 en Bayona, cuyo objetivo era la instauración de un Acta constitucional de los españoles de ambos hemisferios que sustituiría a la «radical» Constitución de 1812. Entre otros cambios el Acta restringía el sufragio que pasaba a ser censitario y creaba una segunda cámara parlamentaria (una Cámara perpetua que actuase como «poder moderador», siguiendo el modelo británico de la Cámara de los Lores y el francés de la Carta Otorgada de 1814). En el estudio sobre el «plan Beitia» del hispanista francés Claude Morange, que fue quien en 2006 halló en el Archivo Histórico Nacional toda la documentación del «plan» que había sido incautada por agentes de Fernando VII, destacó que el Acta estaba muy influida por el liberalismo doctrinario francés, más concretamente por las ideas de Benjamin Constant y de Antoine Destutt de Tracy.
Finalmente el plan de Cámaras no salió adelante, según Juan Francisco Fuentes, «porque a los moderados les faltó la ocasión o la determinación de llevarlo a cabo, pero también por la oposición de los exaltados, que hicieron de la defensa de la Constitución el objetivo primordial de su actuación». Sin embargo, hay que tener presente que el artículo 375 de la Constitución impedía su reforma «hasta pasados ocho años después de hallarse puesta en vigor», por lo que ante la imposibilidad de que las Cortes aprobaran la segunda Cámara «los moderados llegaron a interpretar el Consejo de Estado como un Senado, basándose en su composición estamental y en las tareas de control regio que ejercía». Los moderados buscaron el apoyo del rey Fernando VII pero no lo obtuvieron porque este era incapaz de diferenciar unas Cortes liberales con una o con dos cámaras —parece que le dijo a un secretario del Despacho: «¡No podéis con una cámara y queréis dos!»— y porque su alternativa era volver a la monarquía absoluta.
El primer conflicto entre moderados y exaltados se produjo cuando el gobierno moderado decidió el 4 de agosto de 1820 disolver el «Ejército de la Isla», es decir, el ejército que había llevado a cabo el pronunciamiento que había puesto fin al absolutismo —«disolverlo equivalía a dejar a la revolución absolutamente inerme», ha afirmado Alberto Gil Novales—. La razón era la desconfianza del partido moderado hacia la figura de Rafael del Riego, aclamado por los exaltados como el «héroe de las Cabezas» (de San Juan), porque creían que en torno a él se podría articular un amplio frente de oposición al Gobierno.
La ruptura definitiva se produjo en octubre con motivo del debate en las Cortes sobre la propuesta de prohibir las sociedades patrióticas porque los moderados las comenzaron a ver «más como un peligro para el orden público que como un aliado en la defensa del orden constitucional», que era como las veían los exaltados, y también como «una especie de contrapoder ilegítimo que los exaltados utilizaban para contrarrestar su escasa representación en el parlamento» —incompatibles, por tanto, con los cauces constitucionales de representación—. Además temían que se transformaran en los radicales clubs jacobinos de la Revolución Francesa. Como ha destacado Juan Francisco Fuentes, esta visión contrapuesta sobre las sociedades patrióticas respondía a la «diferente concepción que moderados y exaltados tenían de la base social sobre la que debía descansar el liberalismo español. Para los primeros, la solidez del régimen pendía del apoyo que tuviera entre las clases propietarias y medias: burguesía, aristocracia terrateniente, clases medias profesionales... [Y] las sociedades patrióticas podían ser, por su carácter abierto y participativo una vía de entrada de las clases populares en la vida política. [...] Para los diputados exaltados, por el contrario, las sociedades patrióticas eran un instrumento fundamental para crear en España una verdadera opinión pública, la "reina de las naciones", como la calificó el diputado aragonés Romero Alpuente». Finalmente los "moderados" consiguieron que las Cortes aprobaran un decreto promulgado el 21 de octubre de 1820 cuyo primer artículo decía: «No siendo necesarias para el ejercicio de la libertad de hablar de los asuntos políticos las reuniones de individuos constituidos y reglamentados por ellos mismos, bajo los nombres de sociedades, confederaciones, juntas patrióticas o cualquiera otra sin autoridad pública, cesarán desde luego con arreglo a las leyes que prohíben estas corporaciones». Sin embargo, se permitía que continuasen actuando sin constituirse como tales —como tertulias o reuniones patrióticas— y bajo la autoridad superior local que podía suspenderlas en cualquier momento (lo que en el futuro daría lugar a muchos conflictos).

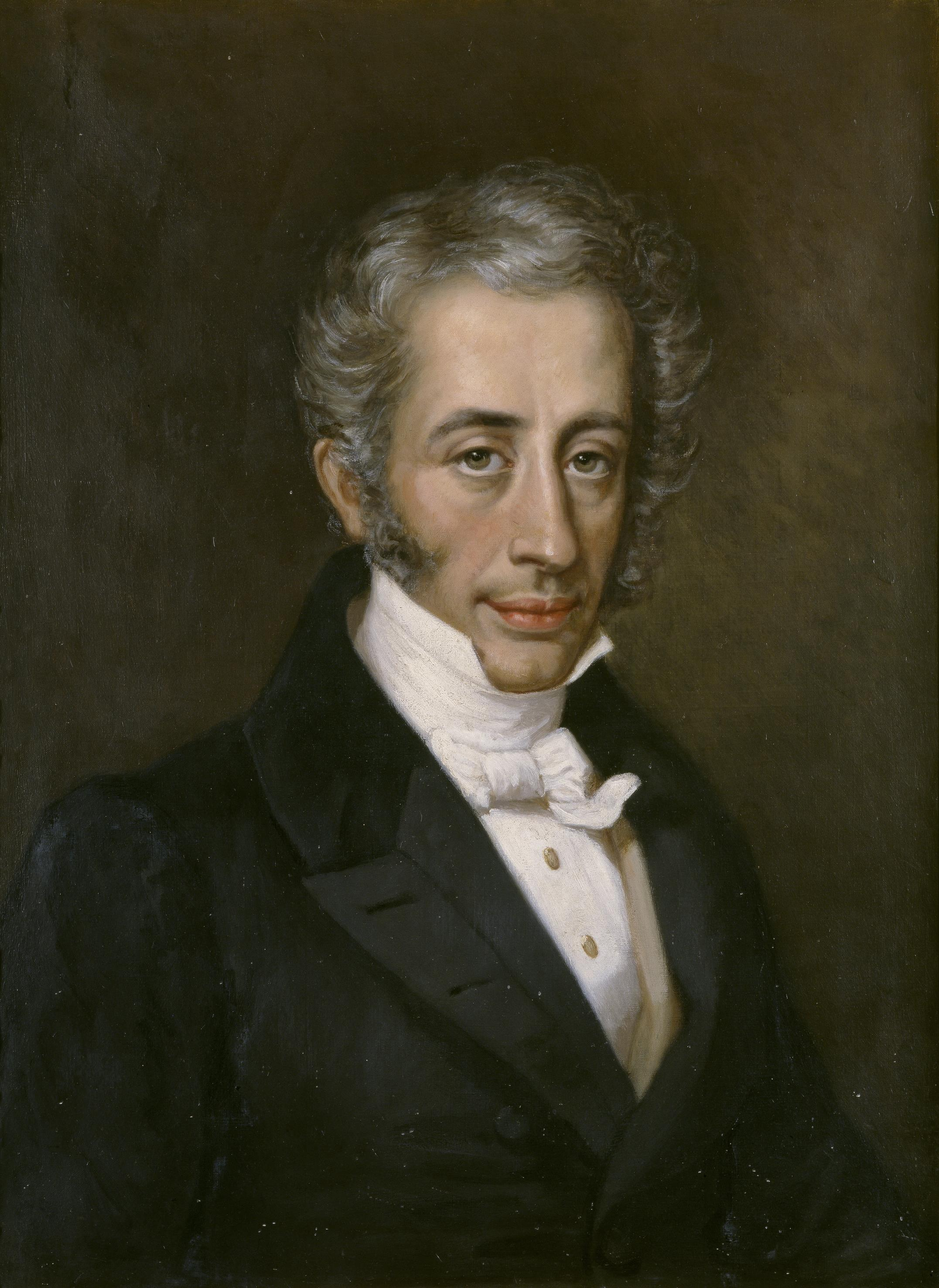
Francisco Martínez de la Rosa, líder del sector más conservador de los moderados, conocidos como los «anilleros».

Justo al día siguiente del decreto sobre las sociedades patrióticas las Cortes aprobaban otro sobre la libertad de imprenta que volvió a ahondar la división entre moderados y exaltados pues estos últimos consideraron que la regulación que hacía de los «abusos» la restringía. Otro de los motivos de enfrentamiento entre moderados y exaltados fue la Milicia Nacional, que los segundos quisieron convertir en un instrumento revolucionario («la Patria armada») y los primeros en un garante del orden público y del orden constitucional (entendidos como sinónimos), atajando los frecuentes actos de indisciplina y de insubordinación para que fuera una fuerza organizada y eficaz. La cuestión clave era qué clases sociales podían acceder a la milicia. Los moderados lo restringían a los «ciudadanos propietarios» (y la barrera la constituía que sus miembros tenían que costearse el uniforme), mientras que los exaltados se propusieron ampliar su base social haciendo posible el acceso de las clases populares urbanas, para lo que idearon diversas fórmulas (subvenciones, suscripciones, mecenazgos, etc.) para pagar los uniformes a quienes no podían costearlos. La consideración de la Milicia Nacional como baluarte del régimen constitucional se pondría en evidencia en el papel decisivo que desempeñó en el fracaso del golpe de Estado absolutista del 7 de julio de 1822.
Además de las Cortes, el ámbito más visible de la confrontación entre moderados y exaltados fue la prensa. Entre los periódicos moderados destacaron El Universal (con una tirada cercana a los cinco mil ejemplares) y Miscelánea de comercio, artes y literatura (con una tirada similar a la de El Universal), a los que habría que añadir dos periódicos afrancesados, El Censor y El Imparcial, que también defendían las propuestas del moderantismo.
La división entre moderados y exaltados también llegó al seno de la masonería —la única sociedad secreta existente en España— a la que estaban afiliados muchos políticos liberales «para poder trabajar con mayor seguridad a favor de la causa constitucional, desde la eficaz trama clandestina que constituían las logias». En enero de 1821 un grupo de masones afines a los exaltados rompió con la masonería oficial, dominada por los moderados, y fundó la sociedad secreta de la Comunería, cuyos miembros serán conocidos como los comuneros o los hijos de Padilla.